# Sulpher
Sulpher est un groupe de rock et metal industriel britannique. Il est formé en 1999 par Rob Holliday et Monti.

## Biographie
Rob Holliday (Marilyn Manson) et Steve Monti (Curve, Heart Throbs, Jesus and Mary Chain) se rencontrent pour la première fois en mai 1998 lors d'une tournée américaine de Curve. Partageant les mêmes goûts musicaux, les deux décident d'enregistrer quelques chansons au Royaume-Uni et de former un groupe appelé Sulpher en 1999.
Après avoir participé à l'album Pure de Gary Numan, ils décident de signer au label britannique Mechanical, puis publient un premier single intitulé One of Us en 2001. Dans la même année, le magazine Classic Rock classe Sulpher dans la catégorie de « meilleur groupe industriel ». En Allemagne, ils publient leur premier album studio, Spray, le 7 octobre 2002, distribué par le label Dependent Records. Michael Schäfer, du magazine Metal Hammer, attribue à l'album quatre étoiles sur cinq. À la suite de leur passage sur la scène principale du festival M'era Luna, le single One of Us entre à la 3e place du top alternatif allemand entre Korn et Filter et y reste trois semaines.
Leur titre Fear Me est utilisé par la chaine NBC pour les Jeux olympiques d'hiver de 2002.
16 ans après la sortie de son premier album, le groupe sort, en 2018, l'album No One Will Ever Know.

## Membres
- Rob Holliday - chant, guitare
- Monti - batterie, programmation
- Andy Spillane - guitare
- Tim « Mud » Muddiman - basse

## Discographie

### Album studio
- 2002 : Spray
- 2018 : No One Will Ever Know

### Singles
- 2001 : One of Us
- 2002 : You Ruined Everything